# Synnøve Thoresen Bolstad
Synnøve Thoresen Bolstad (* 6. Mai 1966 als Synnøve Thoresen) ist eine ehemalige norwegische Biathletin.
Synnøve Thoresen nahm seit dem ersten Biathlon-Weltcup, an dem auch Frauen teilnehmen konnten (1987/88), an Weltcuprennen teil. Dort erreichte sie vor allem in den Team- und Staffelwettbewerben regelmäßig gute Ergebnisse.
Zu Beginn ihrer Weltcupkarriere erreichte sie ihre beiden einzigen Weltcupsiege im finnischen Jyväskylä: Einen Einzelsieg im Sprint sowie einen Sieg mit der  norwegischen Staffel, welche sie zusammen mit Helga Øvsthus und Elin Kristiansen vor Bulgarien und der Bundesrepublik Deutschland gewann. Ihr zweitbestes Einzelergebnis gelang ihr beim Weltcup 1988/89 mit einem dritten Platz beim Sprint im norwegischen Steinkjer. Sie erreichte bei der Weltmeisterschaft 1989 Silber und bei der Weltmeisterschaft 1991 Bronze im Mannschaftswettbewerb. Ihre beste Einzelplatzierung war ein sechster Platz im Einzel bei der Weltmeisterschaft 1990. Auf nationaler Ebene gelangen ihr Siege ausschließlich mit Staffeln, jeweils 1989, 1991 und 1992 trug sie sich in die Siegerliste ein. Hinter Mona Bollerud wurde sie 1989 Norwegische Vizemeisterin im Einzel, dazu 1987 und 1991 jeweils Dritte. Auch im Sprint war sie 1989 Zweite, geschlagen von Anne Elvebakk. Insgesamt war sie fünfmal Zweite und sechsmal Dritte bei Landesmeisterschaften.
Thoresen Bolstad ist verheiratet, wohnt in Vikersund und hat vier Kinder, welche zum Teil im Juniorenbiathlon aktiv sind.

## Statistik

### Weltcupsiege
| Nr. | Datum         | Ort       | Disziplin          |
| --- | ------------- | --------- | ------------------ |
| 1.  | März 1988     | Jyväskylä | Sprint (5 km)      |
| 2.  | 25. März 1988 | Jyväskylä | Staffel (3×5 km) 1 |

### Biathlon-Weltcup-Platzierungen
Die Tabelle zeigt alle Platzierungen (je nach Austragungsjahr einschließlich Olympische Spiele und Weltmeisterschaften).
- 1.–3. Platz: Anzahl der Podiumsplatzierungen
- Top 10: Anzahl der Platzierungen unter den ersten zehn (einschließlich Podium)
- Punkteränge: Anzahl der Platzierungen innerhalb der Punkteränge (einschließlich Podium und Top 10)
- Starts: Anzahl gelaufener Rennen in der jeweiligen Disziplin

| Platzierung                               | Einzel | Sprint | Verfolgung | Massenstart | Team | Staffel | Gesamt |
| ----------------------------------------- | ------ | ------ | ---------- | ----------- | ---- | ------- | ------ |
| 1. Platz                                  |        | 1      |            |             |      | 1       | 2      |
| 2. Platz                                  |        |        |            |             | 3    | 3       | 6      |
| 3. Platz                                  |        | 1      |            |             | 1    |         | 2      |
| Top 10                                    | 7      | 10     |            |             | 6    | 6       | 29     |
| Punkteränge                               | 18     | 18     |            |             | 6    | 6       | 48     |
| Starts                                    | 20     | 21     |            |             | 6    | 6       | 53     |
| Stand: Karriereende, Daten nicht komplett |        |        |            |             |      |         |        |

### Weltmeisterschaften
| Weltmeisterschaften | Weltmeisterschaften         | Einzelwettbewerbe | Einzelwettbewerbe | Teamwettbewerbe | Teamwettbewerbe |
| Jahr                | Ort                         | Einzel            | Sprint            | Damenstaffel    | Mannschaft      |
| ------------------- | --------------------------- | ----------------- | ----------------- | --------------- | --------------- |
| 1989                | Feistritz an der Drau       | –                 | 12.               | 5.              | 2.              |
| 1990                | Minsk, Oslo und Kontiolahti | 6.                | 14.               | –               | 6.              |
| 1991                | Lahti                       | –                 | 23.               | –               | 3.              |